# Borgo (Francia)
(Salvatore Viale, Dionomachia)
Borgo (in corso U Borgu) è un comune francese di 8 760 abitanti situato nel dipartimento dell'Alta Corsica nella regione della Corsica.

## Storia
Il paese di Borgo è stato più volte luogo di importanti fatti della storia della Corsica.
- Nel febbraio 1738, un corpo di spedizione francese, comandati dal generale de Boissieux sbarcarono in Corsica su richiesta della Repubblica di Genova per disarmare gli indipendentisti corsi, ma il corpo di spedizione subì una cocente sconfitta a Borgo nel dicembre 1738, chiamata "Vespri corsi".
- L'8, 9 e il 10 ottobre 1768, il villaggio fu luogo della Battaglia di Borgo. Durante questi tre giorni le truppe corse di Pasquale Paoli combatterono contro i soldati francesi, agli ordini del marchese di Chauvelin, che si erano insediati nel paese. Non riuscendo a combattere i corsi, le truppe francesi si ritirarono, portando alla negoziazione del giorno dopo. Il mattino del 10 ottobre la guarnigione francese di Borgo si arrese a Pasquale Paoli che fece come prigionieri 50 ufficiali e 500 uomini, bloccando temporaneamente le truppe francesi.
- Il 31 luglio 1944, l'aviatore e scrittore Antoine de Saint-Exupéry parte dall'aeroporto militare di Borgo, ma scompare al largo della Corsica, nelle acque del mar Tirreno.

## Società

### Evoluzione demografica
Abitanti censiti

## Infrastrutture e trasporti
Su parte del territorio comunale si estende l'aeroporto di Bastia-Poretta.
Borgo è inoltre attraversato dalla linea ferroviaria a scartamento ridotto Bastia – Ajaccio. Sono presenti tre fermate: Borgo, Borgo Maison d'arrêt e Purettone. Ognuna di esse è servita dalla linea TER Bastia – Casamozza.